# Lanzerath (België)

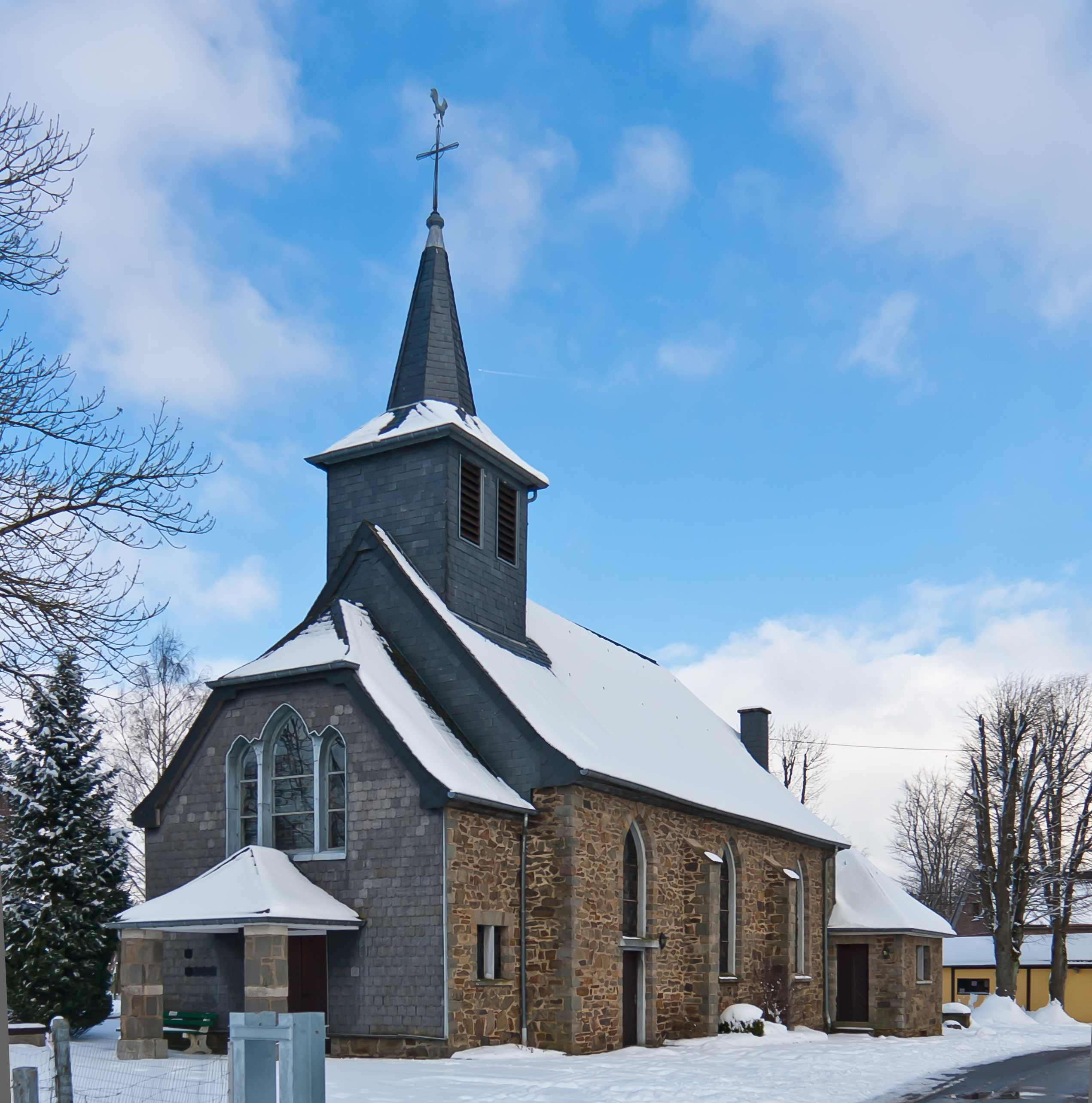
Kerk, Lanzerath

Lanzerath is een plaats in de deelgemeente Manderfeld en maakt deel uit van de Luikse gemeente Büllingen. Tot 1977 maakte de plaats deel uit van de gemeente Manderfeld.

## Bezienswaardigheden
- De Sint-Brigidakerk van 1950

## Natuur en landschap
Lanzarath ligt in de Belgische Eifel. In de nabijheid vindt men de bovenloop van de Warche. De plaats is vrijwel geheel door sparrenbossen omgeven.

## Nabijgelegen kernen
Losheimergraben, Holzheim, Manderfeld, Merlscheid
Deelgemeenten: Büllingen · Manderfeld · Rocherath

Overige kernen: Afst · Allmuthen · Andler Mühle · Berterath · Buchholz · Eimerscheid · Hasenvenn · Hergersberg · Holzheim · Honsfeld · Hüllscheid · Hünningen · Igelmonder Hof · Igelmondermühle · Kehr · Krewinkel · Krinkelt · Lanzerath · Losheimergraben · Medendorf · Merlscheid · Mürringen · Weckerath · Wirtzfeld

Belgische gemeenten · Duitstalige Gemeenschap · Arrondissement Verviers · Luik · Wallonië